# Acrosiphonia
Genre
Acrosiphonia est un genre d’algues vertes de la famille des Ulotrichaceae.
Ce sont des algues filamenteuses ramifiées formant des cordons enchevêtrés assez compacts. Chaque filament est constitué d'une file unique de cellules cylindriques, plus ou moins longues, à nombreux noyaux et à chloroplaste réticulé. Certaines files de cellules se terminent en forme de crochet.
En 1959, Sigurður Jónsson (1926-2007) a montré que le cycle biologique de ces algues était hétéromorphe. La forme décrite ci-dessus correspond à la phase haploïde, alors que la phase diploïde est une forme plus discrète, endophyte d'algues rouges et autrefois décrite comme appartenant au genre Codiolum.

## Liste d'espèces
Il existe plusieurs espèces appartenant à ce genre :
- Acrosiphonia arcta
- Acrosiphonia arctiuscula
- Acrosiphonia coalita
- Acrosiphonia effusua
- Acrosiphonia flagellata
- Acrosiphonia grandis
- Acrosiphonia hemisphaerica
- Acrosiphonia incurva
- Acrosiphonia orientalis
- Acrosiphonia saxatilis
- Acrosiphonia sonderi
- Acrosiphonia spinescens

Le WoRMS ajoute à cette liste deux espèces : 
- Acrosiphonia centralis (Lyngb.) Kjellm. (considérée comme synonyme de Acrosiphonia arcta par Catalogue of Life).
- Acrosiphonia pacifica (Montagne) J. Agardh (considérée comme synonyme de Spongomorpha pacifica par Catalogue of Life et ITIS).

Selon ITIS, Acrosiphonia ne contient qu'une seule espèce :
- Acrosiphonia mertensi

Les autres étant placées dans le genre Spongomorpha